# Freestyle-Skiing-Weltcup 1986/87
Die Saison 1986/87 war die 8. Saison des von der Fédération Internationale de Ski (FIS) veranstalteten Freestyle-Skiing-Weltcups. Sie begann am 8. Dezember 1986 in Tignes und endete am 27. März 1987 in La Clusaz. Ausgetragen wurden Wettbewerbe in den Disziplinen Aerials (Springen), Moguls (Buckelpiste), Ballett und in der Kombination.

## Männer

### Weltcupwertungen
| Rang | Name               | Punkte |
| ---- | ------------------ | ------ |
| 1.   | Éric Laboureix     | 64     |
| 2.   | John Witt          | 53     |
| 3.   | Chris Simboli      | 51     |
| 4.   | Alain Laroche      | 47     |
| 5.   | Chuck Martin       | 41     |
| 6.   | Robin Wallace      | 29     |
| 7.   | Hermann Reitberger | 25     |
| 8.   | Jean-Marc Rozon    | 25     |
| 9.   | Lloyd Langlois     | 24     |
| 10.  | Lane Spina         | 24     |

| Rang | Name                 | Punkte |
| ---- | -------------------- | ------ |
| 1.   | Jean-Marc Rozon      | 149    |
| 2.   | Lloyd Langlois       | 147    |
| 3.   | Didier Méda          | 138    |
| 4.   | Kris Feddersen       | 133    |
| 5.   | Jean-Marc Bacquin    | 128    |
| 6.   | André Ouimet         | 127    |
| 7.   | Andreas Schönbächler | 120    |
| 8.   | Alain Laroche        | 115    |
| 9.   | Éric Laboureix       | 115    |
| 10.  | Chris Simboli        | 108    |

| Rang | Name               | Punkte |
| ---- | ------------------ | ------ |
| 1.   | Martti Kellokumpu  | 166    |
| 2.   | Éric Berthon       | 164    |
| 3.   | Cooper Schell      | 153    |
| 4.   | Steve Desovich     | 151    |
| 5.   | Hans Engelsen Eide | 147    |
| 6.   | Nelson Carmichael  | 142    |
| 7.   | John Witt          | 117    |
| 8.   | Tero Turunen       | 109    |
| 9.   | Chuck Martin       | 107    |
| 10.  | Orjan Hansson      | 106    |

| Rang | Name               | Punkte |
| ---- | ------------------ | ------ |
| 1.   | Hermann Reitberger | 150    |
| 2.   | Lane Spina         | 146    |
| 3.   | Dave Walker        | 135    |
| 4.   | Richard Pierce     | 130    |
| 5.   | Peter Mahlknecht   | 121    |
| 6.   | Rune Kristiansen   | 114    |
| 7.   | Hubert Sewald      | 114    |
| 8.   | Chris Simboli      | 111    |
| 9.   | Georg Fürmeier     | 110    |
| 10.  | John Witt          | 107    |

| Rang | Name              | Punkte |
| ---- | ----------------- | ------ |
| 1.   | Éric Laboureix    | 89     |
| 2.   | John Witt         | 86     |
| 3.   | Alain Laroche     | 79     |
| 4.   | Chris Simboli     | 76     |
| 5.   | Chuck Martin      | 74     |
| 6.   | Robin Wallace     | 63     |
| 7.   | Ginjiro Nakano    | 33     |
| 8.   | Stephan Schreiber | 26     |
| 9.   | Scott Ogren       | 21     |
| 10.  | Chris Hatton      | 17     |

### Podestplätze

#### Moguls
| Datum            | Ort          | Disz. | 1. Platz           | 2. Platz           | 3. Platz           |
| ---------------- | ------------ | ----- | ------------------ | ------------------ | ------------------ |
| 9. Dezember 1986 | Tignes       | MO    | Martti Kellokumpu  | Éric Berthon       | Philippe Deiber    |
| 10. Januar 1987  | Mont Gabriel | MO    | Philippe Deiber    | Martti Kellokumpu  | Hans Engelsen Eide |
| 16. Januar 1987  | Lake Placid  | MO    | Martti Kellokumpu  | Steve Desovich     | Éric Berthon       |
| 23. Januar 1987  | Breckenridge | MO    | Philippe Deiber    | Hans Engelsen Eide | Éric Berthon       |
| 30. Januar 1987  | Calgary      | MO    | Steve Desovich     | Éric Berthon       | Nelson Carmichael  |
| 21. Februar 1987 | Mariazell    | MO    | Steve Desovich     | Éric Berthon       | Éric Laboureix     |
| 28. Februar 1987 | Voss         | MO    | Hans Engelsen Eide | Martti Kellokumpu  | Éric Berthon       |
| 7. März 1987     | Oberjoch     | MO    | Steve Desovich     | Cooper Schell      | Éric Berthon       |
| 23. März 1987    | La Clusaz    | MO    | Martti Kellokumpu  | Edgar Grospiron    | Éric Berthon       |

#### Aerials
| Datum             | Ort          | Disz. | 1. Platz        | 2. Platz        | 3. Platz             |
| ----------------- | ------------ | ----- | --------------- | --------------- | -------------------- |
| 11. Dezember 1986 | Tignes       | AE    | Didier Méda     | Lloyd Langlois  | Andreas Schönbächler |
| 11. Januar 1987   | Mont Gabriel | AE    | Lloyd Langlois  | Didier Méda     | Jean-Marc Bacquin    |
| 17. Januar 1987   | Lake Placid  | AE    | Jean-Marc Rozon | Lloyd Langlois  | Didier Méda          |
| 24. Januar 1987   | Breckenridge | AE    | Lloyd Langlois  | Jean-Marc Rozon | Didier Méda          |
| 1. Februar 1987   | Calgary      | AE    | Jean-Marc Rozon | Kris Feddersen  | André Ouimet         |
| 22. Februar 1987  | Mariazell    | AE    | Jean-Marc Rozon | Lloyd Langlois  | Andreas Schönbächler |
| 1. März 1987      | Voss         | AE    | Lloyd Langlois  | Jean-Marc Rozon | Kris Feddersen       |
| 8. März 1987      | Oberjoch     | AE    | Jean-Marc Rozon | Lloyd Langlois  | Kris Feddersen       |
| 27. März 1987     | La Clusaz    | AE    | Jean-Marc Rozon | Lloyd Langlois  | Alain Laroche        |

#### Ballett
| Datum             | Ort          | Disz. | 1. Platz           | 2. Platz         | 3. Platz           |
| ----------------- | ------------ | ----- | ------------------ | ---------------- | ------------------ |
| 12. Dezember 1986 | Tignes       | AC    | Lane Spina         | Richard Pierce   | Hermann Reitberger |
| 9. Januar 1987    | Mont Gabriel | AC    | Hermann Reitberger | Richard Pierce   | Dave Walker        |
| 21. Januar 1987   | Breckenridge | AC    | Hermann Reitberger | Lane Spina       | Peter Mahlknecht   |
| 22. Januar 1987   | Breckenridge | AC    | Lane Spina         | Peter Mahlknecht | Chris Simboli      |
| 30. Januar 1987   | Calgary      | AC    | Hermann Reitberger | Chris Simboli    | Rune Kristiansen   |
| 27. Februar 1987  | Voss         | AC    | Hermann Reitberger | Lane Spina       | Dave Walker        |
| 6. März 1987      | Oberjoch     | AC    | Hermann Reitberger | Lane Spina       | Dave Walker        |
| 25. März 1987     | La Clusaz    | AC    | Hermann Reitberger | Lane Spina       | Peter Mahlknecht   |

#### Kombination
| Datum             | Ort          | Disz. | 1. Platz       | 2. Platz       | 3. Platz      |
| ----------------- | ------------ | ----- | -------------- | -------------- | ------------- |
| 12. Dezember 1986 | Tignes       | CO    | Éric Laboureix | John Witt      | Chris Simboli |
| 11. Januar 1987   | Mont Gabriel | CO    | John Witt      | Éric Laboureix | Chuck Martin  |
| 22. Januar 1987   | Breckenridge | CO    | Éric Laboureix | Chris Simboli  | John Witt     |
| 24. Januar 1987   | Breckenridge | CO    | Éric Laboureix | Alain Laroche  | Chris Simboli |
| 1. Februar 1987   | Calgary      | CO    | Alain Laroche  | John Witt      | Chuck Martin  |
| 1. März 1987      | Voss         | CO    | John Witt      | Éric Laboureix | Alain Laroche |
| 8. März 1987      | Oberjoch     | CO    | Éric Laboureix | John Witt      | Chris Simboli |
| 27. März 1987     | La Clusaz    | CO    | Éric Laboureix | John Witt      | Alain Laroche |

## Frauen

### Weltcupwertungen
| Rang | Name                 | Punkte |
| ---- | -------------------- | ------ |
| 1.   | Conny Kissling       | 33     |
| 2.   | Anna Fraser          | 20     |
| 3.   | Melanie Palenik      | 19     |
| 4.   | Christine Rossi      | 12     |
| 5.   | Jan Bucher           | 12     |
| 6.   | Sonja Reichart       | 11     |
| 7.   | Raphaëlle Monod      | 11     |
| 8.   | Carin Hernskog       | 10     |
| 9.   | Catherine Lombard    | 10     |
| 10.  | Stine Lise Hattestad | 10     |

| Rang | Name              | Punkte |
| ---- | ----------------- | ------ |
| 1.   | Sonja Reichart    | 67     |
| 2.   | Carin Hernskog    | 63     |
| 3.   | Catherine Lombard | 63     |
| 4.   | Susanna Antonsson | 58     |
| 5.   | Maria Quintana    | 56     |
| 6.   | Anna Fraser       | 49     |
| 7.   | Melanie Palenik   | 43     |
| 8.   | Jodie Spiegel     | 31     |
| 9.   | Hiroko Fujii      | 29     |
| 10.  | Conny Kissling    | 28     |

| Rang | Name                 | Punkte |
| ---- | -------------------- | ------ |
| 1.   | Raphaëlle Monod      | 77     |
| 2.   | Stine Lise Hattestad | 72     |
| 3.   | Conny Kissling       | 69     |
| 4.   | Tatjana Mittermayer  | 67     |
| 5.   | LeeLee Morrison      | 66     |
| 6.   | Hayley Wolff         | 64     |
| 7.   | Liz McIntyre         | 50     |
| 8.   | Rachel Savitt        | 39     |
| 9.   | Lise Benberg         | 31     |
| 10.  | Renée Svärdsjö       | 26     |

| Rang | Name             | Punkte |
| ---- | ---------------- | ------ |
| 1.   | Christine Rossi  | 70     |
| 2.   | Jan Bucher       | 70     |
| 3.   | Conny Kissling   | 63     |
| 4.   | Lucie Barma      | 52     |
| 5.   | Ellen Breen      | 46     |
| 6.   | Martien Nouwen   | 44     |
| 7.   | Betsy Reid       | 34     |
| 8.   | Krista Pettibone | 29     |
| 9.   | Anna Fraser      | 26     |
| 10.  | Helene Bernet    | 17     |

| Rang | Name              | Punkte |
| ---- | ----------------- | ------ |
| 1.   | Conny Kissling    | 48     |
| 2.   | Anna Fraser       | 40     |
| 3.   | Melanie Palenik   | 39     |
| 4.   | Jilly Curry       | 31     |
| 5.   | Meredith Gardner  | 13     |
| 6.   | Sachiyo Kamimura  | 8      |
| 7.   | Veronique Granier | 5      |
| 8.   | Julie Drieth      | 4      |
| 9.   | Nancy Wankling    | 3      |

### Podestplätze

#### Moguls
| Datum            | Ort          | Disz. | 1. Platz            | 2. Platz             | 3. Platz             |
| ---------------- | ------------ | ----- | ------------------- | -------------------- | -------------------- |
| 8. Dezember 1986 | Tignes       | MO    | Raphaëlle Monod     | Silvia Marciandi     | Stine Lise Hattestad |
| 9. Dezember 1986 | Tignes       | MO    | Silvia Marciandi    | Raphaëlle Monod      | Hayley Wolff         |
| 10. Januar 1987  | Mont Gabriel | MO    | Hayley Wolff        | Raphaëlle Monod      | Stine Lise Hattestad |
| 23. Januar 1987  | Breckenridge | MO    | LeeLee Morrison     | Tatjana Mittermayer  | Raphaëlle Monod      |
| 30. Januar 1987  | Calgary      | MO    | Raphaëlle Monod     | Conny Kissling       | Stine Lise Hattestad |
| 21. Februar 1987 | Mariazell    | MO    | Conny Kissling      | Tatjana Mittermayer  | Stine Lise Hattestad |
| 28. Februar 1987 | Voss         | MO    | Conny Kissling      | Lise Benberg         | Stine Lise Hattestad |
| 7. März 1987     | Oberjoch     | MO    | Tatjana Mittermayer | Stine Lise Hattestad | Lise Benberg         |
| 23. März 1987    | La Clusaz    | MO    | Raphaëlle Monod     | Stine Lise Hattestad | Hayley Wolff         |

#### Aerials
| Datum             | Ort          | Disz. | 1. Platz          | 2. Platz          | 3. Platz          |
| ----------------- | ------------ | ----- | ----------------- | ----------------- | ----------------- |
| 11. Dezember 1986 | Tignes       | AE    | Carin Hernskog    | Catherine Lombard | Sonja Reichart    |
| 11. Januar 1987   | Mont Gabriel | AE    | Carin Hernskog    | Catherine Lombard | Sonja Reichart    |
| 17. Januar 1987   | Lake Placid  | AE    | Catherine Lombard | Sonja Reichart    | Carin Hernskog    |
| 24. Januar 1987   | Breckenridge | AE    | Sonja Reichart    | Anna Fraser       | Maria Quintana    |
| 1. Februar 1987   | Calgary      | AE    | Anna Fraser       | Andrea Amann      | Catherine Lombard |
| 22. Februar 1987  | Mariazell    | AE    | Maria Quintana    | Susanna Antonsson | Catherine Lombard |
| 1. März 1987      | Voss         | AE    | Carin Hernskog    | Maria Quintana    | Melanie Palenik   |
| 8. März 1987      | Oberjoch     | AE    | Sonja Reichart    | Melanie Palenik   | Susanna Antonsson |
| 27. März 1987     | La Clusaz    | AE    | Sonja Reichart    | Hiroko Fujii      | Susanna Antonsson |

#### Ballett
| Datum             | Ort          | Disz. | 1. Platz        | 2. Platz        | 3. Platz       |
| ----------------- | ------------ | ----- | --------------- | --------------- | -------------- |
| 12. Dezember 1986 | Tignes       | AC    | Christine Rossi | Conny Kissling  | Ellen Breen    |
| 9. Januar 1987    | Mont Gabriel | AC    | Jan Bucher      | Christine Rossi | Conny Kissling |
| 21. Januar 1987   | Breckenridge | AC    | Christine Rossi | Jan Bucher      | Conny Kissling |
| 22. Januar 1987   | Breckenridge | AC    | Jan Bucher      | Conny Kissling  | Lucie Barma    |
| 30. Januar 1987   | Calgary      | AC    | Jan Bucher      | Christine Rossi | Conny Kissling |
| 27. Februar 1987  | Voss         | AC    | Christine Rossi | Conny Kissling  | Jan Bucher     |
| 6. März 1987      | Oberjoch     | AC    | Jan Bucher      | Christine Rossi | Conny Kissling |
| 25. März 1987     | La Clusaz    | AC    | Christine Rossi | Jan Bucher      | Conny Kissling |

#### Kombination
| Datum             | Ort          | Disz. | 1. Platz       | 2. Platz         | 3. Platz         |
| ----------------- | ------------ | ----- | -------------- | ---------------- | ---------------- |
| 12. Dezember 1986 | Tignes       | CO    | Conny Kissling | Meredith Gardner | Anna Fraser      |
| 11. Januar 1987   | Mont Gabriel | CO    | Conny Kissling | Melanie Palenik  | Meredith Gardner |
| 22. Januar 1987   | Breckenridge | CO    | Conny Kissling | Anna Fraser      | Melanie Palenik  |
| 24. Januar 1987   | Breckenridge | CO    | Conny Kissling | Anna Fraser      | Melanie Palenik  |
| 1. Februar 1987   | Calgary      | CO    | Conny Kissling | Anna Fraser      | Melanie Palenik  |
| 1. März 1987      | Voss         | CO    | Conny Kissling | Melanie Palenik  | Jilly Curry      |
| 8. März 1987      | Oberjoch     | CO    | Conny Kissling | Anna Fraser      | Melanie Palenik  |
| 27. März 1987     | La Clusaz    | CO    | Conny Kissling | Melanie Palenik  | Anna Fraser      |